# پارک جنگلی تانو
پارک جنگلی تانو یک پارک جنگلی در گامبیا است. این پارک ۳٬۰۰۰ هکتار وسعت دارد.